# Ханкальское сражение (1807)
Ханкальское сражение (1807) — взятие штурмом 17 февраля 1807 года Ханкальского укрепления. Русские войска вступили в Чечню с трех направлений под начальством генерала от инфантерии С. А. Булгакова. Целью экспедиции было установление контроля над стратегически важным Ханкальским ущельем.

## Предыстория
Ни одна русская экспедиция на Кавказе 1804—1806 годов не была столь многочисленной.
В начале 1807 года главнокомандующий войсками в Грузии и Дагестане граф генерал-майор И. В. Гудович отдаёт приказ командующему войсками на Кавказской линии генералу от инфантерии С. А. Булгакову, известному успешными военными действиями против горцев, провести экспедицию в равнинную часть Чечни в целях «устрашения» и «наказания» за набеги и грабежи.

## Состав и силы сторон
По планам русских генералов, в Чечню должны были войти три группы российских войск: со стороны Червлённой — войска командующего войсками Кавказской линии генерала Булгаков (4188 человек из числа казаков и регулярных частей); из Моздока — отряд Мусина-Пушкина (2789 штыков); из Владикавказа — генерал Ивелич (1209 солдат). Войска имели при себе 29 орудий.
Общее число русских войск достигло около 8000 тысяч.
К 17 февраля состав штурмующих был следующим:
- 16-й егерский полк
- Казанский 64-й пехотный полк
- Вологодский 18-й пехотный полк
- Борисоглебский драгунский полк
- Нижегородский 17-й драгунский полк
- Гребенские и Терские казаки

Известные участники экспедиции:
- С. А. Булгаков;
- И. К. Ивелич;
- П. К. Мусин-Пушкин;
- К. Ф. Сталь;
- П. Г. Лихачёв
- Ф. А. Бекович-Черкасский

### Численность горцев
Горцы не вели документальный учёт своим силам, поэтому достоверные сведения о численности горцев отсутствуют.

## Штурм Ханкальского укрепления

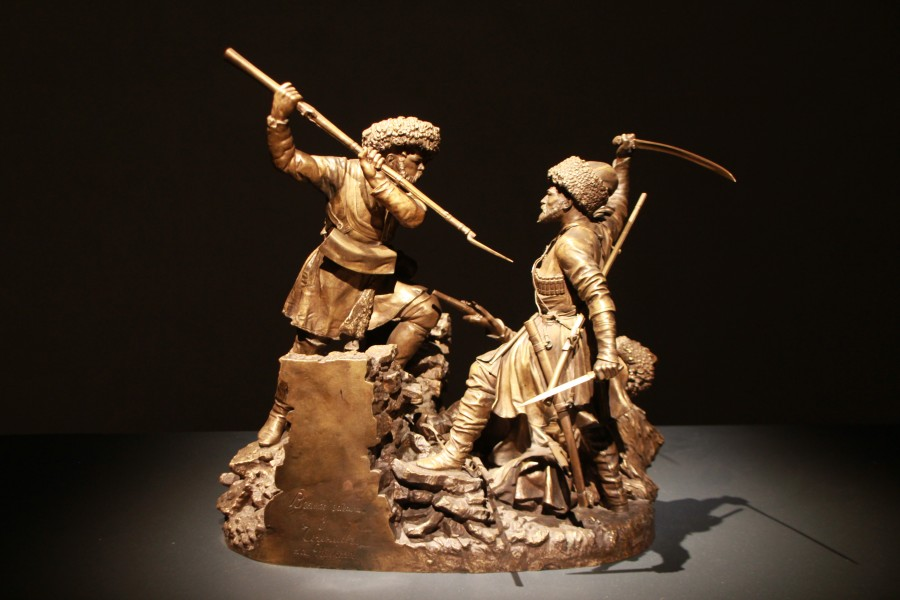
Взятие завала у Чеченцев на Кавказе. Фердинанд Крейтан (1850).

13 февраля 1807 года войска вторглись в Чечню. Отряд генерала Булгакова мог углубиться на территорию Большой Чечни только пройдя Ханкальское ущелье известное линейным казакам как Железные ворота. В тот период в окрестностях Ханкальского ущелья располагалось около двадцати Чеченских хуторов и аулов.
Генерал Лихачёв потребовал через переводчика, чтобы чеченцы сдались. Но чеченцы ответили: «Только по нашим трупам русские пройдут через теснину».
15 числа войска продвинулись вперёд, почти к самой опушке Ханкальского леса и расположились лагерем против деревни Янги-Юрт. Чеченцы ждали приближения русских, и как только они показались, из лесу посыпались частые ружейные выстрелы. Целый день шла перестрелка, в сумерках толпы чеченцев кидались в рукопашную, однако Нижегородские драгуны под командованием полковника К. Ф. Сталя удачно их отбивали.
К моменту подхода войск чеченцы сильно укрепили ущелье, создав ряды завалов, рвов и засек.
«Посреди дремучего леса чинар, в глубине теснины, чеченцы заняли страшную по силе, почти неприступную позицию. Она была прикрыта с фронта целым рядом завалов, обнесённых канавами и рвами; за ними амфитеатром возвышалась сплошная стена, сложенная из каменных глыб и целых утёсов; а ещё далее шли бревенчатые срубы, испещрённые бойницами».
17-го числа утром войска тремя колоннами вступили в заповедный лес. Нижегородцы, спешенные, отправившие своих лошадей в вегенбург, распределены были по всем трем колоннам, однако большинство их сосредоточилось в левой колонне, которой командовал К. Ф. Сталь. Диким воплем встретили чеченцы наступавших, и весь лес дрогнул от смешанных звуков тотчас же начавшейся ожесточённой битвы. Беспрерывная пальба, ручной бой, стук, рысканье шарахнувшихся казачьих лошадей, треск деревьев, говорит в своем донесении Булгаков, составляли для глаз и слуха весьма поразительную картину и порождали необыкновенные чувства. Атакующие как бы в огненном клубе находились. Медленно шаг за шагом, двигались войска вперед, осыпаемые пулями с фронта, поворачивая орудия то вправо, то влево для отражения чеченцев, с бешенством нападавших на них с флангов. Но идя этим кровавым путём, солдаты брали засеку за засекой, завал за завалом, сруб за срубом. Левой колонне Сталя представлялись препятствия почти неодолимыми. Выбиваемый из одних окопов и засек, неприятель укрывался за каменными изгибами ущелья, укреплялся снова, и снова поражал наступающих. Чеченцы оборонялись отчаянно, давая по выражению Булгакова повод атакующим к изъявлению бесчисленных подвигов.
Военный историк П. М. Сахно-Устимович писал:
Чтобы вытеснить их из этой засады, Булгаков, спешив часть бывших у него драгун и линейных казаков, послал их в стрелки, а лошадей оставил, при небольшом прикрытии, при входе в Ханкалу. Но когда войска наши, сражаясь беспрестанно, углубились в лесную  теснину, то чеченцы, пробравшись назад боковыми тропинками, вдруг напали на арьергард, отбили оставленных там лошадей и угнали их в лес, прежде нежели успели подать помощь слабому прикрытию, понесшему значительную потерю. Таким образом, при самом начале похода мы лишились до 500 лошадей, и столько же человек драгун и казаков должны были во все время действий отряда в Чечне оставаться пешими.
Семь часов продолжался бой. Наконец отряд пробился через лес и прошел на ту сторону ущелья. Но ещё три часа геройских усилий понадобилось от войска для окончательного поражения неприятеля. Горцы опрокинутые на всех пунктах, отступили.

### Потери
В результате кровопролитного сражения русским удалось прорваться через ущелье. В различных докладах И. В. Гудовича называются русские потери в количестве от 51 до 63 убитых при 111 раненных, однако артиллерийский офицер Бриммер оценил русские потери примерно в тысячу человек.

## Последствия

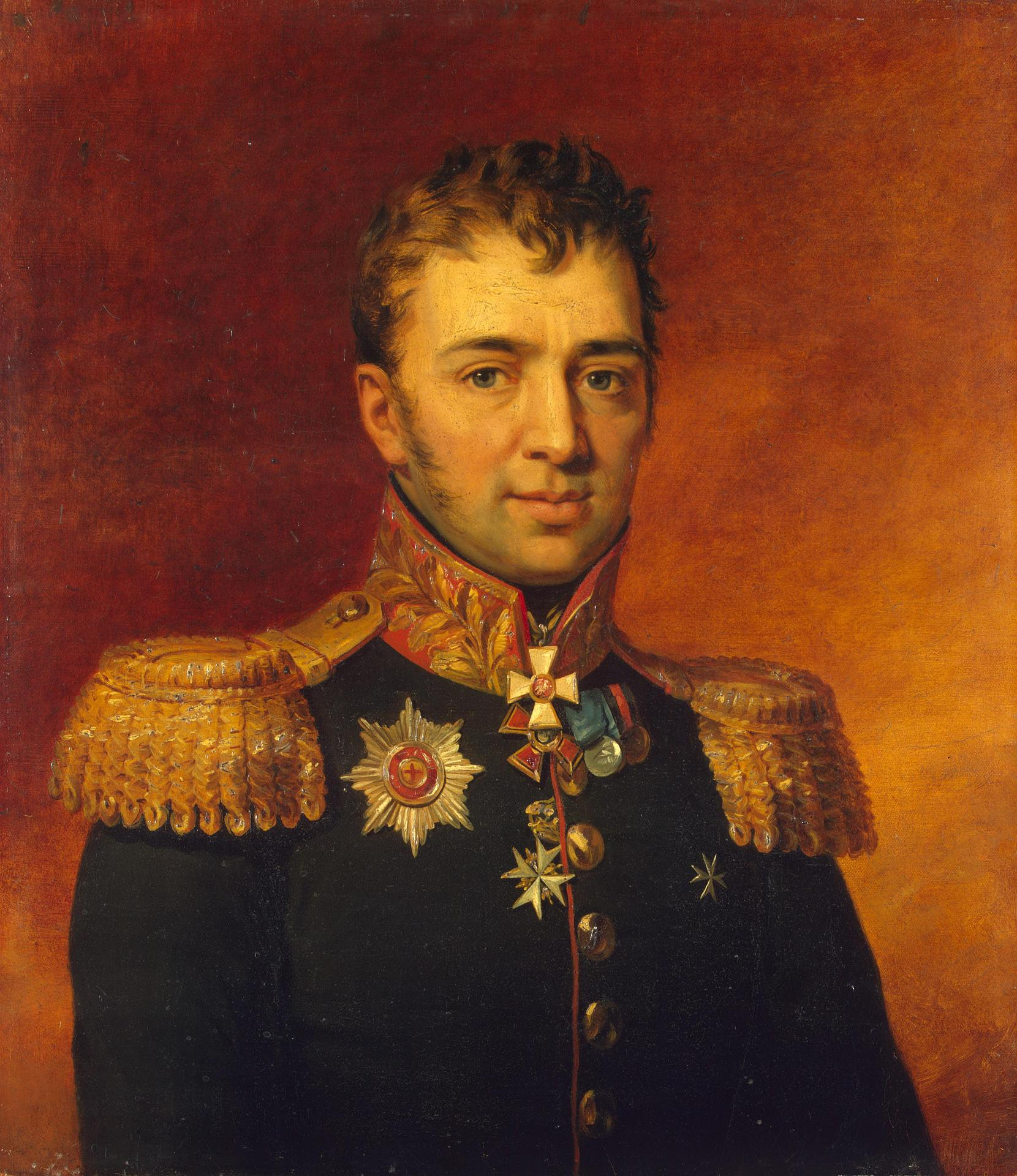
Пётр Лихачёв. Художник Джордж Доу.

Ханкальское укрепление в результате упорного 10-часового штурма, сопровождавшегося большими потерями со стороны российской армии, было занято 16-м егерским полком которым командовал генерал П. Г. Лихачёв позже герой Бородинского битвы. Командир Нижегородского драгунского полка К. Ф. Сталь произведен в генерал-майоры впоследствии назначен командующим войсками Кавказской кордонной линии, губернатор Кавказской края.
Сам Булгаков имел дело с главными силами чеченцев в Ханкальском ущелье, и хотя он взял его штурмом, но огромные потери, при этом российской армии, только утвердила чеченцев в мысли о неприступном положении их родины, вот почему штурм Ханкальского ущелья, открывший путь в самое сердце Чечни и памятный на Кавказе доселе, окончился таким ничтожным результатом, как покорение двух независимых обществ: Атаги и Гехи.
Военный историк генерал Потто, говоря о результатах боя в Ханкальском ущелье, назвал успехи Булгакова ничтожными. Поход не принёс ожидаемого результата, горцы продолжали контролировать территорию предгорья Чечни.